# Estat de Muskogee

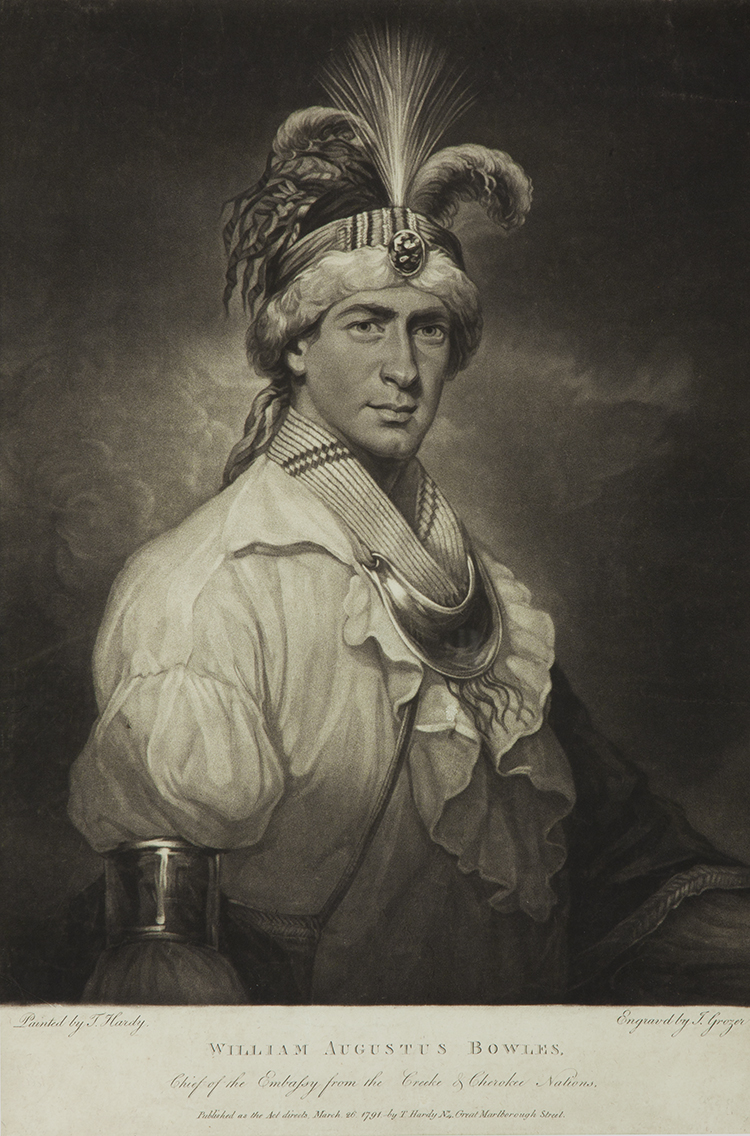
William Augustus Bowles (1763-1805) fou també conegut com a Estajoca, el seu nom muskogi.

L'Estat de Muskogee fou una nació sobirana proclamada situada a Florida, fundada el 1799 i dirigida per William Augustus Bowles, un lleialista veterà de la Guerra d'Independència dels Estats Units que va viure entre els creek, i preveia la unió dels amerindis del Sud-est en una sola nació que pogués resistir l'expansió dels Estats Units. Bowles va comptar amb el suport dels miccosukee (seminola) i diverses bandes de creeks, i preveia el creixement del seu estat com el temps amb la unió dels cherokees, creeks superior i inferior, choctaws i chickasaws.

## Història
Nascut en a Maryland d'una família lleialista, William Bowles es va allistar al Batalló Lleialista de Maryland als 14 anys i es va convertir en un estendard de la Royal Navy als 15, navegà a Jamaica, i després a Pensacola, on va ser despullat del seu rang per insubordinació. Va fugir cap al nord, vivint entre els muscogee dels rius Tallapoosa i Appalachicola, adquirí fluïdesa en muskogi, va prendre esposes cherokees i hitchiti i es convertí en hereu d'un cacicatge muscogee. Va dirigir una banda de guerrers Baix Creek a la batalla de Pensacola en 1781, un període en el qual va desenvolupar una enemistat per tota la vida amb el cap creek superior Alexander McGillivray. Després de la guerra, es va traslladar a les Bahames, on va ser festejada pel governador Lord Dunmore, qui va tractar de trencar el monopoli de la Panton, Leslie & Company sobre el comerç indi de pells, i que li va permetre tornar amb els muskogi com a agent d'una companyia rival. Durant aquest període va desenvolupar la seva idea d'un estat indi americà. No va poder capturar el magatzem de St Johns de la Panton, i esdevingué fugitiu de les autoritats espanyoles, passant els propers anys entre Nova Escòcia, Bahames, Anglaterra, i els pobles al llarg de la conca baixa del riu Chattahoochee, on va guanyar el suport a un estat lliure Muskogee, assegurant-se els baixos creek i seminoles del suport britànic.
El 16 de gener de 1792 Bowles va dirigir una gran banda de guerrers muscogee que van capturar i van saquejar el magatzem de Panton, Leslie, i Co al presidi de San Marcos de Apalache. Va tractar de negociar amb els espanyols per a l'establiment d'un estat Muskogee, però els espanyols el van capturar al. Els espanyols volien treure'l el més lluny de la Florida com podien, i el va empresonar a Cuba, Madrid i Manila (Filipines). Mentre era deportat a Espanya, Bowles es va escapar i va prendre comandament d'un vaixell a l'Àfrica, i amb el temps va fer el camí de tornada a la Florida després d'escales a Anglaterra i Nassau per tal de reunir als seus seguidors britànics.
En arribar a la badia d'Apalachicola en 1799 Bowles es va proclamar a si mateix "Director General i Comandant en Cap de la Nació Muskogee", i el 31 d'octubre va emetre una proclama que declarava nul el tractat de 1796 entre Espanya i els Estats Units perquè ignorava la sobirania dels indis de la Florida. (El tractat de Sant Ildefons cedia tota Florida Occidental per sobre del paral·lel 31º als Estats Units). Va denunciar els tractats que Alexander McGillivray havia negociat amb Espanya i els Estats Units, va amenaçar de declarar la guerra als Estats Units tret que tornés les terres muscogee que segons ell havien pres il·legalment, i va emetre una sentència de mort contra l'agent indi de George Washington, Benjamin Hawkins. Va desafiar el plantadors estatunidencs donant la benvinguda als esclaus fugitius, i va gaudir de gran suport entre els seminoles negres. Bowles va tenir el suport dels seminola i els creek de baix Chattahoochee amb la seva generosa oferta de pólvora i de les seves promeses d'aconseguir-ne més quan va capturar el magatzem de Panton-Leslie al presidi de San Marcos de Apalache.
Els atacs espanyols van obligar a traslladar la capital a la vila índia de Miccosukee o Mikasuki al llac Miccosukee, al nord-est de l'actual Tallahassee, governat pel Mico Kinache, el seu sogre i el seu més poderós aliat. Diversos aventurers anglesos de les Bahames van servir com a administradors del govern. Bowles va construir una armada de tres naus i va atacar als vaixells espanyols a la costa de Florida. L'agost de 1800, una força armada espanyola va proposar destruir Miccosuke, però es va perdre en els pantans. El 5 de gener de 1802 Bowles va portar una gran força de seminoles (miccosukees), seminoles negres, esclaus fugitius, pirates blancs i desertors espanyols de Pensacola, i va posar setge a San Marcos, però va ser forçat a retirar-se després de l'arribada de diversos vaixells espanyols. El Tractat d'Amiens de març de 1802 va acabar breument les hostilitats entre Gran Bretanya, França i Espanya, les notícies d'aquest alto el foc van deixar Bowles desacreditat, i els seminoles (incloent Kinache) van signar d'un tractat amb Espanya a l'agost. Pel 1803 els Estats Units i Espanya estaven conspirant contra Bowles, que ja no comptava amb el suport britànic. Benjamin Hawkins li va posar un parany en un consell tribal a la ciutat de Tukabatchee, on va ser capturat i lliurat al governador espanyol a Pensacola. Va ser empresonat a Castell del Morro a l'Havana, on va morir en 1805.
L'Estat de Muskogee demostra la incapacitat d'Espanya per controlar l'interior de Florida. En 1818, la ciutat de Miccosuke va ser destruïda per l'exèrcit d'Andrew Jackson durant la Primera Guerra Seminola.